# Majna brunatna
Majna brunatna (Acridotheres tristis) – gatunek średniej wielkości ptaka z rodziny szpakowatych (Sturnidae). Naturalnie występuje w Azji, introdukowany także w innych rejonach świata. Jest gatunkiem inwazyjnym.

## Systematyka
Gatunek ten po raz pierwszy zgodnie z zasadami nazewnictwa binominalnego opisał w 1766 roku Karol Linneusz w 12. edycji Systema Naturae. Autor nadał mu nazwę Paradisea tristis, a jako miejsce typowe błędnie wskazał Filipiny; później ustalono, że prawdopodobnie było to Pondichery w Indiach. Obecnie gatunek zaliczany jest do rodzaju Acridotheres.
Wyróżniono dwa podgatunki A. tristis:
- A. tristis tristis (Linnaeus, 1766) – od południowego Kazachstanu, Uzbekistanu, Turkmenistanu i wschodniego Iranu do południowych Chin, Indochin, Półwyspu Malajskiego, Singapuru i południowych Indii.
- A. tristis melanosternus Legge, 1879 – Sri Lanka.

## Występowanie
Występuje na terenach od południowego Kazachstanu, Uzbekistanu, Turkmenistanu i wschodniego Iranu na wschód, aż po południowe Chiny (Junnan i Hajnan) i kontynentalną Azję Południowo-Wschodnią. Zadomowiła się w Australii, na Nowej Zelandii, w Afryce Południowej i na wyspach Oceanu Indyjskiego, Atlantyckiego i Spokojnego, a także na Hawajach. W latach 90. XX w. ptaki tego gatunku uciekły z prywatnej hodowli w Ramat Gan w Izraelu i zadomowiły się, stając się gatunkiem inwazyjnym w tym kraju.
Komisja Faunistyczna Sekcji Ornitologicznej Polskiego Towarzystwa Zoologicznego wymienia majnę brunatną na liście gatunków stwierdzonych w Polsce, lecz nie zaliczonych do awifauny krajowej (kategoria E w klasyfikacji AERC – pojaw nienaturalny).

## Morfologia
Długość ciała 23–26 cm, długość skrzydła 12,0–14,2 cm; masa ciała 82–143 g.
Ptak ten jest ubarwiony na brązowo, głowę oraz ogon ma metalicznie czarne (oprócz końcówek piór ogona, które są białe), natomiast jego brzuch, pokrywy podskrzydłowe i podogonowe są białe. Żółte nogi, dziób i naga skóra pod i za okiem.

## Tryb życia
Majna brunatna jest łatwo przystosowującym się ptakiem. Jej pierwotnym środowiskiem były otwarte, równinne niziny, ale dziś żyje wszędzie tam, gdzie osiedlili się ludzie. Stada majn można zobaczyć nawet na trawnikach w parkach i ogrodach dużych miast. Majna jest towarzyska, agresywna i głośna. Gdy coś ją spłoszy, odlatuje z głośnym krzykiem na najbliższe drzewo. Starcia między ptakami w stadzie są na porządku dziennym, ale wyjątkowo tylko kończą się zranieniem. Poza porą lęgową majny przebywają w ciągu dnia w stadach rodzinnych, liczących zazwyczaj 4–5 ptaków, i wspólnie zdobywają pożywienie. Przed wieczorem łączą się w wielkie stada, które razem nocują na drzewach.

## Rozmnażanie

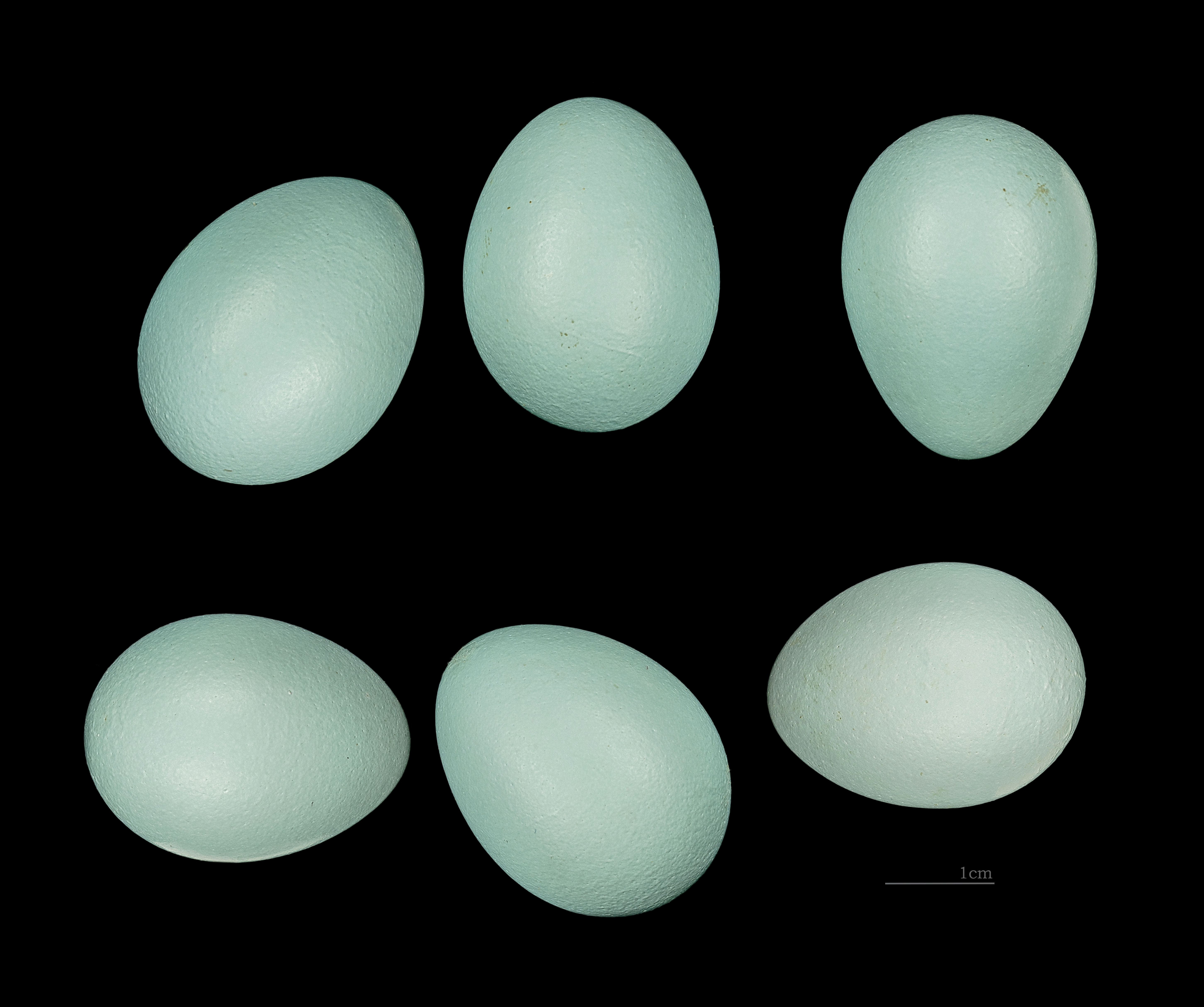
Jaja z kolekcji muzealnej

Miejskie populacje majny brunatnej budują najczęściej gniazda pod rynnami dachów. Ptaki żyjące poza miastami preferują korony palm kokosowych lub dziuple w pniach drzew, często używane wcześniej przez inne ptaki lub wiewiórki. Jeśli miejsce na gniazdo sprawdzi się, majny z reguły używają go co roku.
Gniazdowanie bywa w życiu majn bardzo burzliwą porą. Często kilka par walczy o najlepsze miejsca.
Samo gniazdo splecione jest z trawy i gałązek, dopełnionych czasem kawałkami papieru, plastiku lub nici. Oboje rodzice dzielą się pracą przy budowie gniazda i wychowaniu piskląt. W regionach, gdzie żyje majna, panuje ciepły klimat, dlatego nie ma potrzeby stałego ogrzewania jajeczek. Pisklęta wykluwają się po 17 dniach i potrafią latać po kilku tygodniach. Majny czasem wydają trzy lęgi w roku.

## Pożywienie

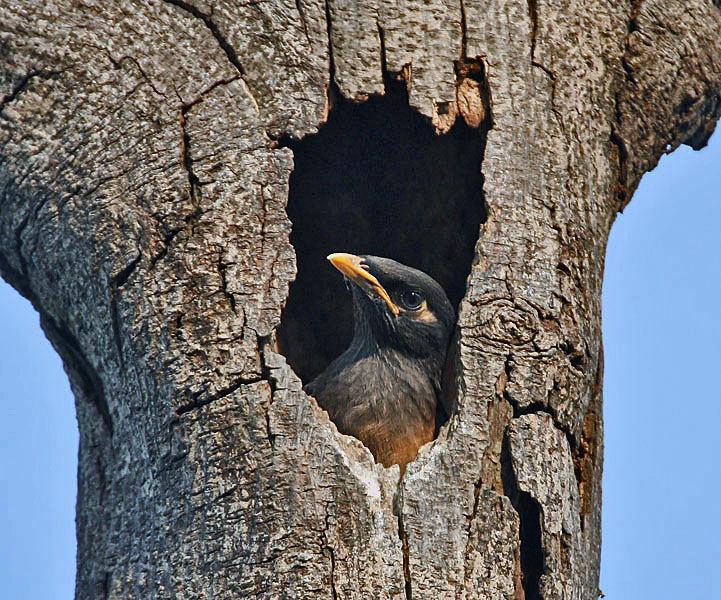
Młoda majna brunatna w dziupli

Majna brunatna odżywia się owadami, bezkręgowcami, owocami oraz różnymi odpadkami organicznymi. Biega po trawie, uderza dziobem w ziemię i odwraca liście, aby odkryć robaki lub larwy owadów. W porze prac polowych stada majn latają za pługami i siadają na świeżo zaoranej ziemi, gdzie szukają owadów, larw i robaków. Rolnicy lubią zazwyczaj majny, bowiem oczyszczają pola ze szkodników.

## Status
IUCN uznaje majnę brunatną za gatunek najmniejszej troski (LC – Least Concern) nieprzerwanie od 1988 roku. Liczebność populacji nie została oszacowana, ale ptak ten opisywany jest jako pospolity. Trend liczebności populacji uznawany jest za wzrostowy. Majna brunatna jest uznawana za jeden z najbardziej inwazyjnych gatunków świata (umieszczono ją na liście 100 of the World's Worst Invasive Alien Species obejmującej zarówno zwierzęta, jak i rośliny).

## Znaczenie dla człowieka
Ludzie osiedlili majny w wielu częściach świata, aby pomogły chronić uprawy przed szkodliwymi owadami. Jak w wielu podobnych przypadkach, kiedy w różnych regionach osiedlono sztucznie nowe gatunki zwierząt, tak i w tym człowiek zbyt późno dostrzegł niekorzystne następstwa tego kroku. Pierwotne populacje ptaków owadożernych nie dały sobie rady w konkurencji z majną i ich liczebność gwałtownie spadła. Np. na Hawajach majna jest obecnie uważana za niebezpiecznego rabusia gniazd burzyków. Na innych terenach rolnicy narzekają, że majny niszczą miękkie owoce.
Niektórzy ludzie hodują majny brunatne w domu w klatce. Ptaki te potrafią naśladować różne głosy i dźwięki, choć nie dorównują w tej sztuce swemu krewniakowi, gwarkowi, który z powodzeniem naśladuje mowę ludzką.
Majny mogą ostrzegać ludzi przed wężami. Kiedy ptaki zobaczą węża, gromadzą się wokół niego i głośno krzyczą, przez co zwracają uwagę innych zwierząt i ludzi.